# 산불 (드라마)
《산불》은 1981년 11월 21일에 방영된 KBS TV 문학관이다.

## 출연
- 정영숙
- 김형자
- 민욱
- 여운계
- 사미자
- 박주아
- 지계순
- 고설봉
- 이일웅
- 이수연
- 홍영자
- 신수강
- 서승현
- 박선옥
- 박양례
- 장항선
- 하대경
- 유순철
- 김해권
- 조재훈
- 황민
- 이한승
- 이미경
- 김향숙
- 송종원
- 최동균
- 서영진
- 최건호
- 최현정